# Крушинек (Влоцлавський повіт)
Крушинек (пол. Kruszynek, нім. Kruschingen) — село в Польщі, у гміні Влоцлавек Влоцлавського повіту Куявсько-Поморського воєводства.
Населення — 454 особи (2011).
У 1975-1998 роках село належало до Влоцлавського воєводства.

## Демографія
Демографічна структура станом на 31 березня 2011 року:
|          | Загалом | Допрацездатний вік | Працездатний вік | Постпрацездатний вік |
| -------- | ------- | ------------------ | ---------------- | -------------------- |
| Чоловіки | 229     | 47                 | 166              | 16                   |
| Жінки    | 225     | 39                 | 154              | 32                   |
| Разом    | 454     | 86                 | 320              | 48                   |